# Großköllnbach
Großköllnbach ist ein Gemeindeteil des Marktes Pilsting im niederbayerischen Landkreis Dingolfing-Landau. Bis 1978 bildete es eine selbstständige Gemeinde.

## Lage
Das Pfarrdorf Großköllnbach liegt am Köllnbach etwa zwei Kilometer westlich von Pilsting am Rande des Isartals. Die benachbarten Orte des Dorfes sind im Uhrzeigersinn von Norden beginnend Etzenhausen, Würglberg, Waibling, Pilsting, Peigen, Schanz, Waiblingermoos, Bäckermühle, Leonsberg, Wiesen und Kreuth.

## Geschichte
Reiche Funde der Frühzeit, darunter mehrere vorgeschichtliche Grabhügel beweisen, dass die Gegend schon vor Jahrtausenden besiedelt war. Der Name Köllnbach taucht dann erstmals um 790 als Cholinpah in den Besitzurkunden des Klosters Niederaltaich auf. Der althochdeutsche Name des Ortes bedeutet „Quellbach“.  Manche Angaben zu Großköllnbach könnten sich allerdings auch auf den Ort Oberköllnbach im Landkreis Landshut beziehen.
Als ältestes Adelsgeschlecht treten in Großköllnbach die Herren von Köllnbach in Erscheinung: ab dem 12. Jahrhundert erscheinen in Prüfeninger Urkunden ein Eschwin des Colnbach und ein Hoholt de Cholnbach als Zeugen. Neben den Köllnbachern waren in Großköllnbach als Adelsgeschlecht auch die Hoholtinger ansässig, die sich in Urkunden vom 12. bis ins 17. Jahrhundert nachweisen lassen. Sowohl die  Herren von Köllnbach  als auch die Herren von Hoholting fanden in der Pfarrkirche Pilsting ihre letzte Ruhestätte. Weitere Adelsgeschlechter in Großköllnbach waren die Tachinger, Stinglheim, die Herren von Moos (Trainer und Preysing), die Mühlhamer, Mengkofer, Pelkoven, Hackledt sowie die von Rüdt und Egger, die auf Edelsitzen hier weilten. So liegt auch im Chor der Pfarrkirche zu Großköllnbach Georg Karl Freiherr von Rüdt, der letzte seines Stammes (gestorben 1762) begraben, außen am Chor ein Johann Michael von Egger und Maria Ursula von Egger, gestorben 1769. An Freiherrn Johann Karl Joseph III. von Hackledt (1736–1796) erinnert in Großköllnbach ein Epitaph aus Kelheimer Kalkstein, der sich heute im südöstlichen Teil des Kirchhofes befindet.
Großköllnbach bildete ein Amt des Landgerichtes Leonsberg. Dieses wurde am 11. August 1803 zwischen den Landgerichten Straubing und Landau aufgeteilt. Die Gemeinde Großköllnbach des Landgerichts Landau entstand 1821 aus der Patrimonialhofmark Köllnbach. Das Kloster der Franziskanerinnen bestand von 1920 bis 1983. Das Gebäude wurde 2009 abgerissen. Großköllnbach war jahrhundertelang kirchlich eine Filiale von Pilsting und wurde erst 1923 zur eigenen Pfarrei erhoben. Am 1. Mai 1978 wurde die Gemeinde Großköllnbach in den Markt Pilsting aufgenommen.

## Sehenswürdigkeiten
- Pfarrkirche St. Georg. Sie wurde 1860 im neuromanischen Stil anstelle einer barocken Vorgängerkirche erbaut.
- An der Friedhofsmauer befinden sich mehrere hochragende Grabmäler des 19. Jahrhunderts.[3]
- Beim ehemaligen Hofmarkschloss der Hoholtinger sind Spuren eines rechteckigen Turmhügels mit Grabenanlage erhalten,[4] ebenso zweihundert Meter nördlich davon ein Turmhügel mit Ringgraben, ehemals Sitz der Herren von Köllnbach.[5]

## Einrichtungen
- Freibad Großköllnbach
- Die „Ringlstetter-Arena“ des SV Großköllnbach, benannt nach dem Musiker und Moderator Hannes Ringlstetter, beziehungsweise  nach der gleichnamigen Fernsehsendung der seit 9. August 2022 die Namenspatenschaft für das Stadion übernommen hat.[6][7] Die Namenspatenschaft für die Damentoilette hat seine Assistentin Carolin Matzko übernommen.

## Bildung und Erziehung
- Kindergarten St. Josef – Großköllnbach

## Vereine
| - Bayerischer Bauernverband - Billard-Club-Großköllnbach - CSU-Ortsverband Großköllnbach - EC Großköllnbach - Formel-1-Stammtisch - Freiwillige Feuerwehr Großköllnbach - Grokj-Kicker - Geflügelzuchtverein - Hubertusschützengesellschaft - Jagdgenossenschaft Großköllnbach - JU Großköllnbach - Johanniter-Unfall-Hilfe OV Großköllnbach - Katholische Landjugend Großköllnbach - Kath. Frauenbund Großköllnbach - Kath. Männerverein Großköllnbach - Kleingartenverein Großköllnbach | - Krieger- und Soldatenkameradschaft Großköllnbach - Landfrauen Großköllnbach - Musikverein Großköllnbach - Pferdefreunde Großköllnbach e. V. - Reservistenkameradschaft Großköllnbach - Schäferhundeverein Großköllnbach - SPD-Ortsverein Großköllnbach - Sportkegel-Club Großköllnbach - Sportverein Großköllnbach 1928 e. V. - Tauchsportclub Großköllnbach e. V. - VDK-Ortsverband Großköllnbach - Verein für Gartenbau und Landschaftspflege Großköllnbach |

## Persönlichkeiten
- Adolf Moser, Jurist und Historiker, Ehrenbürger der Gemeinde Großköllnbach
- Annemie Renz (1950–2003), Politikerin, in Großköllnbach geboren
- Charles M. Huber (* 1956), Schauspieler, Autor und Politiker, in Großköllnbach aufgewachsen